# 高石邦男
高石 邦男（たかいし くにお、1930年（昭和5年）3月3日 - 2021年（令和3年）1月3日）は、日本の官僚。元文部事務次官。福田淳一元財務事務次官は娘婿。
福岡県生まれ。福岡県立伝習館高等学校を経て、1953年に九州大学法学部卒業、同大学院法学研究科修了。

## 略歴
- 1953年 - 国家公務員六級職試験（法律）合格
- 1954年 - 文部省入省
- 1960年 - 岐阜県教育委員会教職員課長
- 1967年 - 北九州市教育長
- 1971年7月10日 - 文部省体育局学校給食課長
- 1974年6月18日 - 同省管理局振興課長
- 1976年6月1日 - 同省大臣官房総務課長
- 1977年6月10日 - 同省初等中等教育局審議官
- 1979年6月16日 - 同省管理局審議官
- 1980年6月6日 - 同省社会教育局長
- 1981年9月24日 - 同省体育局長
- 1982年7月9日 - 同省大臣官房長
- 1983年7月5日 - 同初等中等教育局長
- 1986年6月17日 - 文部事務次官
- 1988年 - 退官
- 1990年の第39回衆議院議員総選挙に福岡3区から無所属で出馬したが落選
- 2021年1月3日 - 死去。享年92（90歳没）。死去については文部省時代からの知人で旅行作家、民族研究家の森田勇造が明らかにした。

1989年リクルート事件に関する収賄罪容疑で逮捕。2002年最高裁判所で、「積極的な便宜供与行為をしていなかったとしても，文部省が私人の事業の遂行に不利益となるような行政措置を採らずにいたことに対する謝礼等の趣旨で利益を収受したときは、収賄罪における職務関連性が認められる。 」として懲役2年6月、執行猶予4年、追徴金2270万円が確定。
高石の長女の夫は福田淳一財務省事務次官である。

## 著書
- 『学校経営の法律常識』明治図書出版　1966
- 『校長の職務と責任 新版』安達健二共著　第一公報社　1980
- 『心と体を育てる自然教室 よみがえる子どもたち』森田勇造共編著　学習研究社　1986
- 『子どものしつけ22章 小学校入学までにこれだけは』加藤陸奥雄共編　教育開発研究所　1986
- 『日本の心と教育の将来 高石邦男対談集』教育開発研究所　1988